# 喜六と清八
喜六と清八（きろく と せいはち）は、上方落語に頻繁に登場する架空の人物。江戸落語には登場しない、上方落語独自の登場人物である。

## 人物
ほとんどの噺の場合、大阪（大坂）に住んでいる。一般的な展開では2人一緒に登場し、喜六がうっかり者もしくは「ボケ」、清八がしっかり者もしくは「ツッコミ」の役割を受け持つ。
喜六の通称は「喜ぃさん」もしくは「喜ぃ公」。与太郎や甚兵衛に見られる「茫洋としたところ」と、八五郎の「おっちょこちょいなところ」を備えている。喜六が単独で登場する噺もあるが、特異な名前である必要がなく、ボケが出来る若者が求められている際に登場する。与太郎が無職でブラブラしていることが多いのに対し、喜六は定職（主に下駄職人）に就いているのが特徴である。咲または松という名の配偶者がいることがあり、しっかり者や喜六を尻に敷く恐妻として描写される。
清八の通称は「清やん」。しっかりとした性格で、喜六の兄貴分として振舞っている。喜六を引っ張っていく形で噺を展開させる存在である。職業は指物職人であることが多い。
『三枚起請』や『宿屋仇』のように、喜六と清八よりも年上の源兵衛、通称「源やん」を加えて、三人組で物語を構成する場合もある。

## 主な登場作品
- 野崎詣り
- 無いもん買い
- 七度狐
- 伊勢参宮神乃賑 - 通称『東の旅』
- 遊山船